# Avelumab
Avelumab, vendido bajo la marca Bavencio, es un anticuerpo monoclonal completamente humano desarrollado por Merck KGaA y Pfizer como medicamento farmacéutico para su uso en inmunoterapia, originalmente para el tratamiento del carcinoma de pulmón de células no pequeñas (CPCNP).
Los efectos secundarios comunes incluyen fatiga, dolor musculoesquelético, diarrea, náuseas, reacciones relacionadas con la perfusión, erupción cutánea, disminución del apetito e hinchazón de las extremidades (edema periférico).
Avelumab se dirige a la proteína PD-L1. Recibió la designación de medicamento huérfano por la Agencia Europea de Medicamentos (EMA) para el tratamiento del cáncer gástrico en enero de 2017. La Administración de Drogas y Alimentos de los Estados Unidos (FDA) lo aprobó en marzo de 2017 para el carcinoma de células de Merkel, un tipo agresivo de cáncer de piel. La EMA lo aprobó en septiembre de 2017 para la misma indicación.
Este es el primer tratamiento aprobado por la FDA para el CCM metastásico, una forma rara y agresiva de cáncer de piel.

## Usos médicos

### Carcinoma de células de Merkel
El 23 de marzo de 2017, la Administración de Drogas y Alimentos de los Estados Unidos (FDA) otorgó la aprobación acelerada de avelumab para el tratamiento de adultos y niños de doce años en adelante con carcinoma de células de Merkel metastásico (CCM).
La aprobación se basó en datos de un ensayo clínico abierto, de una sola rama, multicéntrico (ensayo JAVELIN Merkel 200). Todos los pacientes tenían CCM metastásico confirmado histológicamente con progresión de la enfermedad en o después de la quimioterapia administrada para la enfermedad metastásica.
La ORR fue evaluada por un comité de revisión independiente de acuerdo con los Criterios de evaluación de respuesta en tumores sólidos (RECIST) 1.1. La tasa de respuesta global (ORR) fue del 33 % (intervalo de confianza [IC] del 95%: 23,3–43,8), con tasas de respuesta completa del 11 % y parcial del 22 %. Entre los 29 pacientes que respondieron, la duración de la respuesta varió de 2,8 a 23,3 meses con un 86 % de respuestas duraderas durante 6 meses o más. Se observaron respuestas en pacientes independientemente de la expresión del tumor PD-L1 o la presencia de poliomavirus de células de Merkel.

## Contraindicaciones
No se han especificado contraindicaciones.

## Efectos secundarios
Las reacciones adversas graves más comunes al avelumab son las reacciones adversas mediadas por el sistema inmunitario ( neumonitis, hepatitis, colitis, insuficiencia suprarrenal, hipo e hipertiroidismo, diabetes mellitus y nefritis ) y reacciones a la perfusión potencialmente mortales. Entre los 88 pacientes incluidos en el ensayo JAVELIN Merkel 200, las reacciones adversas más comunes fueron fatiga, dolor musculoesquelético, diarrea, náuseas, reacción relacionada con la perfusión, erupción cutánea, disminución del apetito y edema periférico . Las reacciones adversas graves que ocurrieron en más de un paciente en el ensayo fueron lesión renal aguda, anemia, dolor abdominal, íleo, astenia y celulitis.
Los riesgos graves más comunes son inmunomediados, donde el sistema inmunitario del cuerpo ataca células u órganos sanos, como los pulmones (neumonitis), el hígado (hepatitis), el colon (colitis), las glándulas productoras de hormonas (endocrinopatías) y los riñones (nefritis ) Además, existe el riesgo de reacciones graves relacionadas con la perfusión.  Los pacientes que experimentan reacciones graves o potencialmente mortales relacionadas con la perfusión deben dejar de usar avelumab.  Las mujeres embarazadas o en periodo de lactancia no deben tomar avelumab porque puede causar daño al feto en desarrollo o al bebé recién nacido.  

## Farmacología

### Mecanismo de acción
Avelumab es un anticuerpo monoclonal completo de isotipo IgG1 que se une al ligando PD-L1 y, por lo tanto, inhibe la unión a su receptor de muerte celular programada 1 (PD-1). La formación de un complejo de receptor / ligando PD-1 / PD-L1 conduce a la inhibición de las células T CD8+ y, por lo tanto, a la inhibición de una reacción inmune. La inmunoterapia tiene como objetivo detener este bloqueo inmunológico bloqueando esos pares de ligandos receptores. En el caso del avelumab, se bloquea la formación de los pares de ligandos PD-1/PDL1 y se debe aumentar la respuesta inmunitaria de las células T CD8+. El propio PD-1 también ha sido un objetivo de la inmunoterapia. Por lo tanto, avelumab pertenece al grupo de terapias de bloqueo inmunológico del cáncer.

## Historia
A partir de mayo de 2015, según Merck KGaA y Pfizer, avelumab ha estado en ensayos clínicos de fase I para cáncer de vejiga, cáncer de estómago, cáncer de cabeza y cuello, mesotelioma, NSCLC, cáncer de ovario y cáncer renal. Para el carcinoma de células de Merkel, se ha alcanzado la Fase II y para el NSCLC también hay un estudio en la Fase III.
En mayo de 2017, avelumab fue aprobado en los Estados Unidos para el tratamiento de adultos y niños de doce años en adelante con carcinoma de células de Merkel (CCM) metastásico, incluidos aquellos que no recibieron quimioterapia previa. Este es el primer tratamiento aprobado por la FDA para el CCM metastásico, una forma rara y agresiva de cáncer de piel.  
La aprobación de avelumab se basó en datos de un ensayo de un solo brazo de 88 pacientes con CCM metastásico que habían sido tratados previamente con al menos un régimen de quimioterapia previo. El ensayo midió el porcentaje de pacientes que experimentaron una contracción completa o parcial de sus tumores (tasa de respuesta general) y, para los pacientes con una respuesta, el período de tiempo que el tumor estuvo controlado (duración de la respuesta). De los 88 pacientes que recibieron Bavencio en el ensayo, el 33 % experimentó una contracción completa o parcial de sus tumores. La respuesta duró más de seis meses en el 86 % de los pacientes que respondieron y más de 12 meses en el 45 % de los pacientes que respondieron.  
La Administración de Alimentos y Medicamentos de los Estados Unidos (FDA) concedió la solicitud para la revisión de prioridad de avelumab, la terapia de avance y las designaciones de medicamentos huérfanos.
La FDA otorgó la aprobación acelerada de Bavencio a EMD Serono Inc.
En junio de 2020, avelumab fue aprobado por la Administración de Drogas y Alimentos de los Estados Unidos (FDA) para la indicación del tratamiento de mantenimiento para personas con carcinoma urotelial (CU) localmente avanzado o metastásico que no ha progresado con la quimioterapia de primera línea que contiene platino.
La eficacia del avelumab para el tratamiento de mantenimiento del carcinoma urotelial (CU) se investigó en el ensayo JAVELIN Bladder 100 (NCT02603432), un ensayo aleatorio, multicéntrico y abierto en el que participaron 700 pacientes con carcinoma urotelial no resecable, localmente avanzado o metastásico que no había progresado con cuatro a seis ciclos de quimioterapia de primera línea con platino. Los pacientes fueron asignados al azar (1:1) para recibir avelumab por vía intravenosa cada 2 semanas más los mejores cuidados de apoyo (BSC) o BSC solo. El tratamiento se inició dentro de las 4 a 10 semanas después de la última dosis de quimioterapia.